# Memories to Go
『Memories to Go』は、the band apartの8枚目のフルアルバム。2017年7月19日にasian gothic labelから発売された。

## 解説
前作、前前作のスタジオアルバムには日本語歌詞楽曲しか収録されていなかったが、今作では日本語詞楽曲と英語詞楽曲が収録されており、インタビューでは、「メロディーに合う語感でやろうって書いていった」、「『Daniels e.p. 2』が、アメリカのバンドのモック・オレンジとのスプリット盤で、英語の歌詞をまた書いてみたら面白かった」ためこだわりがなくなったとこたえた。

## 楽曲について
intro (a broken navigator)
未完成の楽曲をイントロとして使用した。完成した楽曲は後に「君が大人になっても」の曲名で『20 years』に収録された。
ZION TOWN
原作詞作曲
Find a Way
荒井の元ネタで、セッションを通して作られた。
Castaway
木暮が展開の多い元ネタから展開や音数を引いていった。
KIDS
「うちのバンドの典型みたいなアレンジ」を意識して作られた。
雨上がりのミラージュ
荒井によるデモを基に作られた。川崎の演奏によるギターソロもそのデモが踏襲されている。荒井作詞。
She is my lazy friend
荒井が「Find a Way」作曲中に作ったリフがこの曲に分けられた。
BOOSTER
逆再生ソフトで作ったフレーズを川崎がギターで構築し直す等、実験的な手法がとられた。
Super High
川崎による元ネタからメンバー全員で作られた。サビのメロディーは荒井作曲。
お祭りの日
タイトルの「LIC2.1」はthe band apart(naked)の『1』収録の「light in the city 2」のことであり、木暮の好むコード進行を使いまわしたことから付けられた。木暮作詞。Aメロのメロディーは荒井によってつけられた。
38月62日
原による曲で、初めの二行ほど木暮作詞、そこから後は原作詞。

## 収録曲
| 全作詞・作曲・編曲: the band apart。 |                                                                            |                |                |      |
| #                                    | タイトル                                                                   | 作詞           | 作曲・編曲     | 時間 |
| 1.                                   | 「intro (a broken navigator)」                                             | the band apart | the band apart | 1:02 |
| 2.                                   | 「ZION TOWN」                                                              | the band apart | the band apart | 5:37 |
| 3.                                   | 「Find a Way」                                                             | the band apart | the band apart | 3:41 |
| 4.                                   | 「Castaway」                                                               | the band apart | the band apart | 4:56 |
| 5.                                   | 「KIDS」(モック・オレンジとのスプリットシングル『Daniels e.p. 2』から収録) | the band apart | the band apart | 3:20 |
| 6.                                   | 「雨上がりのミラージュ」                                                   | the band apart | the band apart | 4:04 |
| 7.                                   | 「She is my lazy friend」                                                  | the band apart | the band apart | 3:20 |
| 8.                                   | 「BOOSTER」                                                                | the band apart | the band apart | 3:57 |
| 9.                                   | 「Super High」                                                             | the band apart | the band apart | 4:13 |
| 10.                                  | 「お祭りの日 (LIC2.1)」                                                    | the band apart | the band apart | 5:03 |
| 11.                                  | 「38月62日」                                                               | the band apart | the band apart | 4:52 |